# Friggas pärlemorfjäril
Friggas pärlemorfjäril (Boloria frigga) är en fjärilsart som först beskrevs av Carl Peter Thunberg 1791.  Friggas pärlemorfjäril ingår i släktet Boloria, och familjen praktfjärilar. Arten är reproducerande i Sverige.